# 秋野孝道
秋野 孝道（あきの こうどう、1858年5月30日（安政5年4月18日） - 1934年（昭和9年）2月20日）は、日本の仏教学者、曹洞宗の僧侶。曹洞宗大学（現・駒澤大学）学長。總持寺貫首、曹洞宗管長。別号・大忍。黙照円通禅師。

## 来歴
1858年（安政5年）、遠江国相良（現・静岡県牧之原市）に秋野新七の三男として生まれる。静岡・長興寺で出家し、1872年（明治5年）伊藤慶道について得度。曹洞宗大学専門本校（のち駒澤大学）卒業。
1880年兄弟子の加藤玄裔に嗣法。西有穆山に師事し「正法眼蔵」を研究。總持寺、天徳寺、大洞院を経て、1892年（明治25年）曹洞宗大学林学監、1900年教頭、1902年総監となる。1905年永平寺の後堂・眼蔵会講師を務めた。1909年（明治42年）母校・曹洞宗大学（のち駒澤大学）学長に就任。
1916年（大正5年）静岡県袋井の可睡斎寺主、のち総持寺西堂、小田原・最乗寺寺主などを経て、1929年（昭和4年）總持寺貫首、翌1930年曹洞宗管長。晩年、東京帝国大学で「正法眼蔵」の特別講座を開催。
著書に「禅宗綱要」「正法眼蔵講話」「五位要訣」「従容録講話」「黙照円通禅師語録」など。
1934年（昭和9年）2月20日に遷化。77歳。